# Pogodba iz utrdbe Pitts
Pogodba iz Fort Pitta, znana tudi kot Pogodba z Delawarji, Delwarska pogodba ali Četrta Pittsburška pogodba, je bila podpisana 17. septembra 1778 in je bila prva formalna pogodba med novimi Združenimi državami Amerike in kakršnimi koli ameriškimi Indijanci, v tem primeru Lenape plemenom, ki so jih ameriški naseljenci imenovali Delawarji. Čeprav je bilo med ameriško revolucijo od 1775 do 1783 sklenjenih veliko neformalnih pogodb z ameriškimi staroselci, je bila prva, ki je privedla do uradnega dokumenta, podpisana v Fort Pittv Pensilvaniji, kjer je danes središče mesta Pittsburgh. V bistvu je šlo za pogodbo o vojaškem zavezništvu med narodom Lenape in Združenimi državami Amerike.
Leta 1778 je kontinentalna vojska začela razmišljati o odpravi proti Britancem zahodno od Apalaškega gorovja, zlasti pri Detroitu. V ta namen so morali patrioti korakati skozi dolino Ohia, kjer so živela plemena Lenape. Kontinentalni kongres se je odločil za pogajanja o formalni pogodbi za zagotovitev prostega prehoda. Imenoval je tri diplomatske komisarje in namenil 10.000 dolarjev za nakup trgovskega blaga za Lenape.

## Pogajanja
Komisarji so v Pittsburgh prispeli marca 1778. Za začetek in nadaljevanje pogajanj je trajalo nekaj časa. Na strani Lenapov so jih vodili Koquethaqechton, znan kot Bele oči /White eyes), Hopocan, znan kot Captain Pipe in John Kill Buck (Gelelemend), ter Andrew Lewis in Thomas Lewis za mlade  Združene države. Ko je bila pogodba končno odobrena in podpisana, so ji bili priča brigadni general Lachlan McIntosh, polkovnik Daniel Brodhead in polkovnik William Crawford.

## Pogodba
Pogodba je Združenim državam dala dovoljenje za potovanje čez ozemlje Lenapov in pozvala Lenape, naj ameriškim četam zagotovijo kakršno koli pomoč, ki bi jo morda potrebovali v vojni proti Veliki Britaniji, vključno s sodelovanjem lenapovskih bojevnikov. Združene države so načrtovale napad na britansko utrdbo v Detroitu, pomoč Lenapov pa je bila bistvena za uspeh.
V zameno so Združene države obljubile »oblačila, pripomočke in vojno orodje« ter gradnjo utrdbe v Delawareju »za boljšo varnost starejših moških, žensk in otrok ... medtem ko se njihovi bojevniki borijo proti skupnemu sovražniku«. Čeprav to ni bilo del podpisane pogodbe, so komisarji poudarili ameriško zavezništvo s Francijo in namen, da bi Lenapi postali aktivni zavezniki v vojni proti Britancem. Razpravljali so o možnosti ustanovitve nove indijanske države.
Pogodba je Lenape priznala tudi kot suvereno državo, zagotovila njihove ozemeljske pravice in celo spodbudila druga indijanska plemena Ohio Country, ki so bila prijateljska Združenim državam, da oblikujejo državo, ki bi jo vodili Lenapi in bi bila zastopana v kontinentalnem kongresu. Pogodba je razširila članstvo na "vsa druga plemena, ki so bila prijatelji v interesu Združenih držav, da se pridružijo sedanji konfederaciji in oblikujejo državo, katere glava bo narod Delaware in bo imel zastopstvo v kongresu." The treaty was buried in committee in Congress and never fulfilled. Vodilnega pogajalca Lenape White Eyes, je umoril beli pripadnik milice novembra 1778 (drugi viri trdijo, da je pod vodstvom generala Lachlana McIntosha sodeloval kot vodnik in pogajalec ter se okužil z črnimi kozami in med odpravo umrl).

Po mnenju zgodovinarke Jessice Choppin Rooney pogodba poudarja, da je obstajala možnost ameriške države, ki je ne bi upravljali izključno angloameriški beli naseljenci:
v najzgodnejših letih izgradnje naroda so si nekateri ljudje v Združenih državah predstavljali unijo, ki bi vključevala politične ureditve, ki se razlikujejo od angloameriških, in bi namesto tega temeljila na njihovem lokalnem precedensu, zgodovini in kulturi, kar bi ustvarilo prostor za raznolike skupnosti, vključno z avtohtonimi političnimi ureditvemi in katoliškim Quebecom. Ta oblika zveze je bila kratkotrajna – tragično – a dejstvo, da je sploh obstajala, je vredno preveriti. To ruši pripoved, da je bil kolonializem naseljencev nepremišljena ali neizogibna sila. Ameriški oblikovalci politik si niso nehali predstavljati politične unije z avtohtonimi narodi; Namerno so ga zavrnili.

## Izvedba
Po besedah Daniela K. Richterja v delu Facing East from Indian Country so Lenape sporazum dojemali "zgolj kot prost prehod" revolucionarnih čet in gradnjo zaščitne utrdbe za obrambo belih naseljencev. Ameriški voditelji so nameravali utrdbo uporabiti za ofenzivne pohode in so v pogodbo zapisali, da bodo Lenape napadli svoje domače sosede.
V enem letu so Lenape izrazili pritožbe glede pogodbe. Poglavar  Beli Oči (White Eyes), najbolj odkrit zaveznik plemena Združenih držav, naj bi umrl zaradi črnih koz. Ker pa je v preteklosti že imel črne koze, so verjeli, da so ga ubili ameriški miličniki blizu Detroita (po besedah trgovca Georga Morgana). Delegacija Lenape je leta 1779 obiskala Filadelfijo, da bi kontinentalnemu kongresu pojasnila svoje nezadovoljstvo, vendar se ni nič spremenilo, mirni odnosi med Združenimi državami in narodom Lenape pa so se sesuli in pleme se je kmalu pridružilo Britancem v vojni proti ameriškim revolucionarjem. Pokol v Gnadenhuttenu leta 1782 je uničil preostalo dobro voljo.

## Spominska slovesnost
Sacagawejski dolar iz leta 2013 obeležuje pogodbo iz Fort Pitta. Kovanec prikazuje purana, tulečega volka in želvo, simbole Lenape.Njegovo zasnovo je ustvarila Susan Gamble v okviru programa Artistic Infusion, gravirala pa jo je Phebe Hemphill.

## Dodatno branje
- Calloway, Colin G. The American Revolution in Indian Country: Crisis and Diversity in Native Communities. Cambridge Studies in North American Indian History. New York: Cambridge University Press, 1995. Predloga:ISBN?
- Delay, Brian. Indian Polities, Empire, and the History of American Foreign Relations, Diplomatic History 39, no. 5 (November 2015): 927–942.
- Dowd, Gregory Evans. A Spirited Resistance: The North American Indian Struggle for Unity, 1745–1815. Baltimore: Johns Hopkins University Press, 1993. Predloga:ISBN?
- Grimes, Richard S. The Western Delaware Indian Nations, 1730–1795: Warriors and Diplomats. Rowman & Littlefield, 2017. Predloga:ISBN?
- Harjo, Suzan Shown (Ed.). Nation to Nation: Treaties Between the United States and American Indian Nations. Washington, D.C.: Smithsonian Institution, 2014. Predloga:ISBN?
- Jones, Dorothy V. License for Empire: Colonialism by Treaty in Early America. Chicago: University of Chicago, 1982. Predloga:ISBN?
- Prucha, Francis Paul. American Indian Treaties: The History of a Political Anomaly. Berkeley, CA: University of California Press, 1994. Predloga:ISBN?
- Schutt, Amy C. Peoples of the River Valleys: The Odyssey of the Delaware Indians. Philadelphia: University of Pennsylvania Press, 2007. Predloga:ISBN?